# Lesotho ai Giochi della XX Olimpiade
Il Lesotho partecipò ai Giochi della XX Olimpiade che si sono svolti a Monaco di Baviera dal 26 agosto all'11 settembre 1972, con una delegazione di un solo atleta, il velocista Motsapi Moorosi, che gareggiò sui 100 e sui 200 metri: per lui, come per il suo paese, si trattava della prima partecipazione ai Giochi. Non fu conquistata nessuna medaglia.